# Evangélikus templom (Balassagyarmat)
A balassagyarmati evangélikus templom Balassagyarmaton, a mai Kossuth Lajos utcában, a Luther utca torkolatával szemben áll.

## A templom története

A balassagyarmati evangélikus templom harangjai

1785-ben építették az akkori akasztófadombon. A torony alapkövét 1793-ban tették le, de rézfedelét csak később kapta. 1809. augusztus 7-én leégett, de 1812-ben ismét készen állt. A templomot ekkor kőfallal kerítették be. 1836-ban kórusa is felépült. Megrongálódott fedelét 1873-ban állították helyre.
Egyetlen zömök tornya a nyugati homlokzat elé ugrik, és itt van félköríves bejárati ajtaja is. Felette félköríves keretelt ablak, övpárkány, majd ismét egy félkörös ablak. E felett órapárkány, végül törtvonalú zömök sisak, rajta évszám, mely 1808–as elkészültét dokumentálja. A sisak tetején fém gömb és ezen a kereszt áll. A toronyban jelenleg négy harang található. A templom valamennyi harangja ismert, melyekből 10 darab volt eddig a ma is meglévőkkel. Ebben a toronyban van jelenleg is a város legrégebbi (1891) és legfiatalabb (1971) öntésű harangja.

## Oltárképek

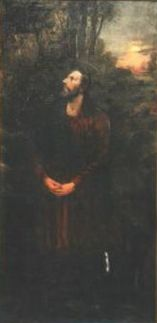
A templom régi oltárképe

A templom régi oltárképe a II. világháborúban, 1944 utolsó napjaiban megsérült. Egy ágyúgolyó csapódott be a sekrestye fölé a falba, és közel másfél méter átmérőjű lyukat ütött. A szilánkoktól megrongálódott az oltárkép, melynek nyomai a mai napig láthatók. Festője Kubányi Lajos (1855. május 5. – 1912. május 5.).
A jelenlegi oltárkép Tichy Kálmán festőművész munkája. A Krisztus a gyerekek, betegek, elesettek pártfogója címet viseli. A művész evangélikus templomokba festett oltárképeket.

## Külső hivatkozások
- Balassagyarmati Evangélikus Egyházközség honlapja
- Balassagyarmati Evangélikus Templom a www.utikonyvem.hu oldalon
- Balassagyarmat a www.utikonyvem.hu oldalon